# Церква святого Архістратига Михаїла (Михайлівка)
Церква святого Архістратига Михаїла в Михайлівці — парафія і храм Лановецького благочиння Тернопільської єпархії Православної церкви України в селі Михайлівка Кременецького району Тернопільської области.

## Історія церкви
У 1999 році в центрі села почали зводити каплицю. Завдяки спільній праці та любові всіх жителів, будівництво швидко завершили. У 2001 році каплицю відреставрували всередині, і згодом вона набула вигляду повноцінного храму.
З благословення єпископа Тернопільського і Кременецького Іова на храмовий празник святого Архистратига Михаїла благочинний Григорій Хом'як освятив споруду. На церемонію були запрошені священники із сусідніх сіл, які співслужили під час освячення.

## Парохи
- о. Іван Джиджора (з 2001).